# Henri Zuber
Jean Henri Zuber,  född den 24 juni 1844 i Rixheim i Elsass, död den 7 april 1909 i Paris, var en fransk målare.
Zuber var i sin ungdom sjöman, blev sedan elev till Gleyre i Paris och väckte uppseende genom landskapsbilder, som blev omtyckta genom sin slående natursanning och sin glänsande kolorit. Bland hans mest kända tavlor märks Nymfernas bad, Från Ting-Haes hamn och flera utsikter från Elsass.